# Józef Paszkowski
Józef Edmund Paszkowski (ur. 3 stycznia 1817 w Warszawie, zm. 17 kwietnia 1861 w Warszawie) – polski poeta i tłumacz, wsławił się przekładami dramatów Williama Shakespeare’a.

## Życiorys
Praktycznie całe życie spędził w Warszawie.
Początkowo pracował jako nauczyciel, w późniejszym okresie życia całkowicie poświęcił się pracy przekładowej. W 1875 r. w Warszawie ukazało się, pod redakcją Józefa Ignacego Kraszewskiego, wydanie zebranych dramatów Szekspira pt. Dzieła dramatyczne Williama Shakespeare (Szekspira) w tłumaczeniach Paszkowskiego, Leona Ulricha oraz Stanisława Egberta Koźmiana. Wydanie to sprawiło, że cała trójka tłumaczy stała się szeroko znana.
Tłumaczył także wiele innych arcydzieł światowej literatury, m.in. Fausta, Don Carlosa Schillera, Kaina Byrona, Hernaniego Hugo i poematy Homera.
Był encyklopedystą. Wymieniony został jako redaktor Encyklopedii obrazowej systematycznej wydanej w Warszawie w latach 1835-1838.
Zmarł po wieloletniej walce z gruźlicą, nie doczekawszy żadnego wydania książkowego swoich tłumaczeń. Spoczywa na cmentarzu Powązkowskim w Warszawie (Kwatera 178-6-20/21).